# Ivalo (by)
 For alternative betydninger, se Ivalo (flertydig). (Se også artikler, som begynder med Ivalo)
Ivalo er en by i Inari kommune, i Laplands len (finsk: Lapin lääni), i Finland.
Under Laplandskrigen i 1944-45 ødelagde de tyske tropper det meste af byen. I 2008 havde byen et indbyggertal på 3.998 mennesker.
Ved Ivalo findes verdens eneste permanente vinterdæk-testfacilitet Test World, hvor dækproducenter får sine vinterdæk testet. Faciliteterne omfatter et udendørs anlæg og et indendørs anlæg.
11 kilometer sydvest for centrum ligger Ivalo Lufthavn, som har daglig trafik til hovedstaden Helsinki.